# 三土忠造
三土 忠造（みつち ちゅうぞう、1871年8月11日（明治4年6月25日） - 1948年（昭和23年）4月1日）は、明治から昭和にかけての日本の政治家。
讃岐国大内郡水主村（現在の東かがわ市）出身。
長年立憲政友会の衆議院議員として党内にて重きをなし、内閣書記官長を振り出しに文部大臣・大蔵大臣・逓信大臣・鉄道大臣・枢密顧問官・内務大臣（一時運輸大臣も兼務）を歴任した戦前政界の重鎮である。

## 生涯

### 生い立ち
讃岐国に中農階層の宮脇清吉の二男として生まれ、三土幸太郎（雅号は梅堂）の婿養子となる。三土家は地主階層に属し、経済的に余裕があったため、代々学問に励み、在郷の漢学者として知られる家柄であった。香川県尋常師範学校卒業後、一旦は小学校教員となるが、上京して東京高等師範学校に入り1897年（明治30年）に首席卒業を果たす。
その後、1902年（明治35年）から4年間イギリス・ドイツに留学して教育学・歴史学を学んだ。帰国後、統監府の伊藤博文に招かれ、大韓帝国の教育制度調査に参加したことを機に政治への関心を抱く。

### 政治家へ
1908年（明治41年）の第10回衆議院議員総選挙に政友会から立候補して初当選（以後11期連続当選）を果たす。
その後、東京日日新聞編集長を経て、農村子弟の教育を通じて地方の殖産を目的とする教育制度改革を主張した。1917年（大正6年）に岡田文部大臣が設立した内閣直属の諮問機関である臨時教育会議に参加し、大正期の学制改革において重要な役割を果たした。
1920年（大正9年）原内閣の元で新設された大蔵省参事官に任じられ、大蔵大臣高橋是清の薫陶を受ける。以後、三土は高橋の側近として又は党内きっての財政通として活躍することになる。
1921年（大正10年）原敬首相の暗殺によって高橋内閣が成立すると内閣書記官長に抜擢される。その後、護憲三派による加藤高明内閣にて高橋が農商務大臣となると次官（1924年（大正13年）6月11日 - 1924年（大正13年）8月12日。後の組織改革によって初代農林省政務次官（1924年（大正13年）8月12日 - 1925年（大正14年）3月31日）に就任）となる。1927年（昭和2年）昭和金融恐慌の際に成立した田中義一内閣では初め文部大臣となるが、大蔵大臣であった高橋が恐慌への対応を終えたとして大臣を辞する時に三土を後任に推薦したため、そのまま大蔵大臣に横滑りする。政友会が下野して立憲民政党に政権が移ると、濱口内閣・第2次若槻内閣で緊縮財政や金解禁政策を主導した大蔵大臣の井上準之助に対し、財政論争を行った。その後、政友会が政権復帰した犬養内閣では逓信大臣、挙国一致の齋藤内閣では鉄道大臣として入閣した。
ところが、1934年（昭和9年）の帝人事件で齋藤内閣は崩壊し、三土自身も偽証罪容疑で逮捕収監されてしまう。だが、帝人事件自体が検事総長・大審院院長を務め日本の司法を左右できるだけの実力を持った枢密院副議長平沼騏一郎の政友会に対する個人的怨恨から来たと言われている。
1935年（昭和10年）6月22日に東京刑事地方裁判所にて裁判が始まると検察側の主張は次々と崩れた。公判中に行われた第19回衆議院議員総選挙では三土は同情票によって全国最高の得票を得て再選。
三土は約50人の弁護団の支援を受けて裁判を優位に進め、「司法ファッショ」として検察の取り調べ手法を批判した。
1937年（昭和12年）、帝人事件で起訴された全員が第一審で無罪となり確定した。
全面勝利に終わった裁判だが、その公判中に三土の最大の後見人であった高橋是清が二・二六事件で暗殺されてしまい、その政治力は急速に失われていく。1939年（昭和14年）4月に政友会が分裂すると「正統派」と称されていた鳩山一郎に推されて久原房之助・芳澤謙吉とともに正統派の総裁代行委員に就任し、1か月後に正統派は久原を新総裁に擁立した。1940年（昭和15年）、大政翼賛会が成立して政友会が解党した直後に枢密院に入り、太平洋戦争終結後までその任にあった。

### 戦後
ところが戦後に一度だけ三土が政権獲得の野望を見せたことがあった。終戦直後、旧政友会正統派の翼賛政治に批判的だった人々は鳩山一郎を総裁とする日本自由党を結成するが三土はこれに協力せずに首相となった幣原喜重郎に接近する。そして、1946年（昭和21年）幣原内閣の閣僚が公職追放によって大量辞任すると、同年1月、内務大臣（運輸大臣も後任決定まで兼務）に就任し、翌月2月5日には貴族院議員に勅選された（研究会所属）。内務大臣に就任した三土は幣原に対して自由党のライバルである日本進歩党（旧大日本政治会系、進歩党所属議員は戦前民政党・政友会革新派・政友会統一派に所属していた議員が大半で、1939年（昭和14年）に政友会が分裂した時点で三土とともに政友会正統派に与した議員で進歩党の結成に参加したのは猪野毛利栄・中井一夫・西川貞一・依光好秋・高畠亀太郎・三善信房・綾部健太郎のわずか7名である）との連携を進言したのである。
幣原は連合国軍による日本占領という非常事態に際して政治基盤を持たずに就任した首相であり短命内閣と見られており、一方進歩党は議席こそ第一党であるものの総裁の町田忠治は高齢でとても次の首相は務まらないものと考えられていた。そこで幣原内閣が倒れたら進歩党の支援を受けて鳩山の自由党を抑えれば、自らが内閣総理大臣に就任して「三土内閣」を成立させることが出来ると踏んだのである（幣原も三土を内務大臣に任じたのは後継として考えていたからだと言う説がある）。だが、第22回衆議院議員総選挙では進歩党に代わって自由党が第一党になった上に、直後に町田ら進歩党所属議員のほとんどが公職追放の対象になって議席を失ってしまったため、三土の計画は水泡に帰した。
皮肉にも、その後自由党の鳩山一郎もまた追放されてしまい、後継首相には全く政党色がなかった吉田茂が就任することとなった。1947年（昭和22年）5月2日、貴族院が廃止され同議員を退任した。

### 死去
1948年（昭和23年）4月1日死亡。享年（数え年）78。（満76歳7か月）
墓所は青山霊園内の牧野伸顕、犬養毅、山口多聞などの墓の並びにある。墓碑銘は幣原喜重郎の揮毫になるものである。

## 人物
- 出生時以来の姓は宮脇であったが、1895年（明治28年）に三土（「みつち」、みと・みど等は誤り）家に婿養子として入ったために三土姓を名乗った。この婿入りにともない本籍地が香川県阿野郡西庄村（現在の坂出市内）に移ったため、衆議院議員選挙では故郷を含む香川一区ではなく、香川二区から立候補していた[10]。

- 香川県観音寺市の、日本で唯一の石積みアーチ式ダム豊稔池の名付け親である。また、1912年に制定された「高松市歌（その一）」の作詞者でもある[11]。

- 大原社会問題研究所のホームページから「大原デジタルミュージアム」→「戦前ポスターデータベース」のページを出して、「地主の三土」のキーワードを入力すると、1928年（昭和3年）の第1回普通選挙に際して三土と同じ香川二区から立候補した労働農民党委員長大山郁夫の選挙ポスター「地主の三土か農民の味方大山か」を閲覧することができる。ただし、三土家は幸太郎の代に経済的に失敗して土地を手放していたので、三土自身は寄生地主として暮らしていたわけではない。ポスターにある「地主の三土」は「地主の利益代表の三土」の意味に解するべきである。

## 家族・親族

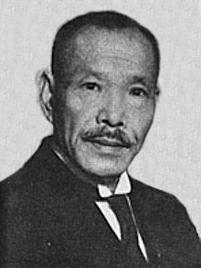
三土忠造

- 実父・宮脇清吉[12] - 愛媛県大川郡誉水村（現・香川県東かがわ市）の農家
- 養父・三土幸太郎 - 豪農[12]
- 前妻・セツ - 幸太郎の一人娘。二男三女を儲けるも、1910年（明治43年）に早世
- 後妻・ナツ - 愛媛県士族加藤伸市の姉。三男統介だけがナツの実子であり、他の子はセツとのあいだの子であった。ナツの姉の子に俳人中村草田男がいる。
- 長男　三土興三（こうぞう、1898-1924[13]） - 旧制第一高等学校理科から京都帝国大学文学部に進学するという異色の経歴をもち、西田幾多郎に学んだ哲学者。卒業後まもなく大谷大学教授となり、将来を嘱望されていた。わが国におけるキルケゴール研究の先駆者の一人として知られる。長男であったが、女給との愛に悩んで[14]1924年（大正13年）4月5日、満25歳で夭折（米原駅構内で東海道線に飛び込み鉄道自殺）したため、家督を継がなかった。三木清の回想の中に彼の夭折を惜しむ言葉がある。
- 二男（嗣子） 三土知芳（ともふさ） - 東京帝国大学で地質学を学び、石油資源探査などに携わった後、戦後東京大学工学部教授となった。妻幾代は鳥取県人の法学博士桑田熊蔵の娘[15]。
  - 孫 三土裕久（ひろひさ） - 会社勤務の後、東洋学園大学教授。衆議院議長を務めた福永健司の娘と結婚している。
- 三男　三土統介
  - 孫　三土修平 - 経済学者、東京理科大学理学部教授。統介の二男。
- 弟　宮脇長吉 - 陸軍大佐から衆議院議員となり、軍部の台頭に抵抗した同じ政友会代議士。
  - 甥　宮脇俊三 - 紀行作家。長吉の三男。
- 弟　宮脇梅吉 - 内務官僚で後に千葉県知事などを歴任した。

## 栄典
位階
- 1900年（明治33年）7月10日 - 正八位[16]
- 1901年（明治34年）10月30日 - 従七位[16]
- 1905年（明治38年）10月1日 - 正七位[16]
- 1920年（大正9年）10月20日 - 正五位[16]
- 1927年（昭和2年）
  - 5月2日 - 正四位[16]
  - 12月15日 - 従三位[16][17]
- 1932年（昭和7年）6月1日 - 正三位[16]
- 1943年（昭和18年）7月1日 - 従二位[16]

勲章等
- 1912年（大正元年）8月1日 - 韓国併合記念章[16]
- 1915年（大正4年）11月10日 - 大礼記念章（大正）[16]
- 1916年（大正5年）4月1日 - 勲四等瑞宝章[16]
- 1919年（大正8年）
  - 2月11日 - 旭日小綬章[16]
  - 5月24日 - 勲三等瑞宝章[16]
- 1920年（大正9年）
  - 7月27日 - 旭日中綬章[16]
  - 11月1日 - 金杯一個[16]
- 1921年（大正10年）7月1日 - 第一回国勢調査記念章[16]
- 1923年（大正12年）9月1日 - 金杯一組[16]
- 1924年（大正13年）5月31日 - 勲二等瑞宝章[16]
- 1928年（昭和3年）11月10日 - 大礼記念章（昭和）・金杯一個[16]
- 1929年（昭和4年）4月30日 - 勲一等瑞宝章[16]
- 1930年（昭和5年）12月5日 - 帝都復興記念章[16]
- 1934年（昭和9年）4月29日 - 旭日大綬章[16]
- 1940年（昭和15年）8月15日 - 紀元二千六百年祝典記念章[16]

外国勲章佩用允許
- 1934年（昭和9年）3月1日 - 満州帝国：大満洲国建国功労章[16]
- 1935年（昭和10年）9月21日 - 満州帝国：満州帝国皇帝訪日記念章[16]